# Sestrica Vela in Sestrica Mala (Dalmacija)
Dve sestrici ali Sestrici sta dva nenaseljena otočka v severni Dalmaciji na Hrvaškem v otočju Kornati. Upravno pripadata občini Sale v Zadarski županiji.